# Pardosa abagensis
Pardosa abagensis är en spindelart som beskrevs av Vladimir I. Ovtsharenko 1979. Pardosa abagensis ingår i släktet Pardosa och familjen vargspindlar. Inga underarter finns listade i Catalogue of Life.